# Березовський ВТТ
Березовський ВТТ (рос. БЕРЕЗОВСКИЙ ИТЛ, Березовлаг, Березовское ЛО) — структурна одиниця системи виправно-трудових таборів Народного комісаріату внутрішніх справ СРСР (ГУЛАГ НКВС). Організований 14.08.54; закритий 26.12.56.
Дислокація: Мурманська область, ст. Пулозеро Кіровської залізниці.

## Історія
Історія Управління виконання покарань по Мурманської області починається з утворення 03.10.1939 року Кольського виправно-трудового табору і особливого будівництва № 33. 15 червня 1940 Управління Кольського ВТТ і особливого будівництва № 33 було об'єднано з Відділом виправно-трудових колоній УНКВС в управління Кольського ВТТ і колоній УНКВС по Мурманській області.
Березовлаг організували в серпні 1954, вже після смерті Сталіна і розстрілу Берії. Радянській системі не так просто було відмовитися від дармової праці ув'язнених.

## Виконувані роботи
- обслуговування Будівництва 590 Головпромбуду,
- будівництво об'єкта № 956 МСМ, ДОКу, бетонного заводу, складів, автодоріг (у тому числі Мурманськ-Ловозеро), ремонтно-механічних майстерень,
- розробка піщаних, гравійних і кам'яних кар'єрів,
- будівництво залізничного тупика на станції «П» (Пулозеро), ЛЕП-110, житлове та підсобне будівництво, підземні гірничі роботи.